# Zygosepalum
Zygosepalum is een geslacht met acht soorten orchideeën uit de onderfamilie Epidendroideae.
Het zijn epifytische planten van vochtige, schaduwrijke laagland- en montane regenwouden uit het noorden van Zuid-Amerika, met Brazilië als middelpunt, gekenmerkt door talrijke pseudobulben en een bloemtros met één of twee welriekende bloemen met aan de basis samengegroeide kelkbladen en een opvallende witte bloemlip.

## Naamgeving enetymologie
- Synoniem: Menadenium Raf. ex Cogn. (1902)

De geslachtsnaam Zygosepalum is afkomstig van het Oudgriekse 'zygon' (paar of juk) en 'sepalon' (kelk), naar de aan de basis vergroeide sepalen of kelkbladen.

## Kenmerken
Zygosepalum-soorten zijn epifytische, zelden terrestrische planten, met korte of langere, kruipende rizomen, solitaire of in clusters groeiende eivormige pseudobulben, met aan de top tot vier grote, vlezige, ovale, weinig generfde bladeren, en een ijle bloemtros met één tot enkele grote bloemen op een okselstandige, horizontale of klimmende bloemstengel.
De bloemen zijn overwegend groen, rood en wit gekleurd, met gelijkvormige, lancetvormige kelk- en kroonbladen met spitse top, die aan de basis gefuseerd zijn. De bloemlip is ongedeeld tot zwak drielobbig, met een meestal witte, brede, ovale middenlob, met donkerder getinte nerven en een halfcirkelvormige richel aan de basis. Het gynostemium draagt een snavelvormige helmknop en vier wasachtige pollinia verbonden door een stipum.

## Taxonomie
Uit DNA-onderzoek uit 2005 door Whitten en anderen blijkt dat Zygosepalum (tenminste de soort Zygosepalum labiosum), samen met de zustergeslachten Batemannia en Galeottia, een monofyletische clade zou kunnen vormen.
Het geslacht omvat acht soorten. De typesoort is Zygosepalum kegelii.

### Soortenlijst
- Zygosepalum angustilabium (C.Schweinf.) Garay (1973)
- Zygosepalum ballii (Rolfe) Garay (1967)
- Zygosepalum kegelii (Rchb.f.) Rchb.f. in W.G.Walpers (1863)
- Zygosepalum labiosum (Rich.) C.Schweinf. (1967)
- Zygosepalum lindeniae (Rolfe) Garay & Dunst. (1965)
- Zygosepalum marginatum Garay (1967)
- Zygosepalum revolutum Garay & G.A.Romero (1999)
- Zygosepalum tatei (Ames & C.Schweinf.) Garay & Dunst. (1972)